# プンツォ・ナムゲル
プンツォ・ナムゲル（チベット語： ཕུན་ཚོགས་རྣམ་རྒྱལ、ワイリー方式:phun tshogs rnam rgyal、英語:Phuntsog Namgyal、1604年 - 1670年）は、インド、シッキム王国（ナムゲル朝）の初代君主（在位：1642年 - 1670年）。

## 生涯
伝説によれば、まずニンマ派の始祖グル・リンポチェ（パドマサンバヴァ）の予言に従い、同派のラツン・チェンボ、セムパ・チェンボ（ニンマ分派のカルトク派）、リグジン・チェンボ（ニンマ分派のガダク派）の3人の高僧がシッキムのヨクサム（Yoksam）で出会ったとされる。この時ラツン・チェンボは、「グル・リンポチェの予言によれば4人の高貴な者がこの地で出会い、建国するという。我々はそれぞれ北、南、西から来た。ちょうど東方にはカム（東チベット）の勇敢な先祖の後裔であるプンツォという者がいると聞いている。予言に従い、彼を仲間に迎えよう」と述べた。そこで2人の弟子（ないし従者）を使者として東に向かわせたところ、使者はガントクで牛の乳搾りをしていたプンツォを発見し、彼をヨクサムに迎え入れた。ラツン・チェンボは自身の名である「ナムゲル」という名と「チョゲル」（「法の王」＝ダルマ・ラージャを意味する）という称号とを彼に与えた。
以上が建国伝説であるが、実態としてプンツォはすでにガントクで勢力のあるブティヤ族の有力者であり、北インドでヒマーチャル・プラデーシュと呼ばれる地の君主インドゥラボディの子孫を称していたとされる。また3人の僧侶たちも、当時のチベットでのゲルク派支配の強化から逃れ、ニンマ派の新たな勢力圏構築のためにシッキムへ来たものと推測されている。いずれにしてもプンツォは、ニンマ派僧侶たちの支持を受ける形で1642年にヨクサムに入って即位し、シッキム王国（ナムゲル朝）を創始したのであった。
即位したプンツォは中央集権の行政機構確立に努め、中央（首都ヨクサム）には12人の大臣で構成される評議会を設置し、地方には12の県（ゾン）を置いて国内の名家出身者を県知事（ゾンポン）に任命した。また、国内で反抗するリンブー族やマガル族を平定している。その権威は、北はタンラ山脈を超え、東はタゴン峠（ブータンのパロ近く）、南はティタリヤ（ベンガルとビハールの境界近く）、西はネパールのティマル川岸まで及んだ。初期のシッキム王国は現インドのシッキム州よりはるかに広大であった。また、チベットからもヒマラヤ山脈南側の支配者たることを認められたとされる。
1670年にプンツォは崩御し、息子のテンスン・ナムゲルが継承した。

## 注
1. ↑  Kotturan（1983）、p.32.
2. ↑  Coelho（1970）、日本語版22-23頁。
3. ↑  Kotturan（1983）、pp.25-28.
4. 1 2 3 4  小谷『世界歴史大系 南アジア史2―中世・近世―』、p.379
5. ↑  Coelho（1970）、日本語版35頁
6. ↑  Kotturan（1983）、pp.28-30.
7. ↑  Coelho（1970）、日本語版35頁。
8. 1 2 3  Kotturan（1983）、p.32.
9. ↑  Kotturan（1983）、pp.32-33. ただしKotturanは、リンブー族とマガル族には国王への貢納を義務付けながらも、統治については大幅な自治権を与えたとしている。
10. ↑  Coelho（1970）、日本語版35-36頁
11. ↑  Kotturan（1983）、p.35.